# کولا (ترانه)
کولااز ترانه‌های خواننده و ترانه‌نویس آمریکایی، لانا دل ری می‌باشد. این آهنگ در آلبوم چندآهنگه بهشت و مجدداً در آلبوم زایشی برای مرگ: نسخه بهشت (یا پارادایس) منتشر شده است. «کولا» برای اولین بار به عنوانتریلر در صفحه رسمی یوتیوب لانا دل ری پدیدار شد.

## آهنگ
"کولاً توسط الیزابت گرنت (نام اصلی لانا دل ری) و ریک نولز نوشته شده است. زمانی که از لانا دربارهٔ منشاء آهنگ پرسیده شد، او جواب داد:
" دوست پسرم اسکاتلندیه، به نظرش دخترای آمریکایی خیلی عجیبن غریبن. یه بار بهم گفت: شما دخترای آمریکایی یجور راه میرین انگار اونجاتون طعم پپسی کولا میده. میخواین خودتونو با پرچم آمریکا بپوشونین تا بخوابین! اون می‌گفت ما خیلی وطن پرستیم. "

## انتقادها
" کولا " نظرات متفاوتی دریافت کرد. واکنش بعضی از مردم "جدید و تازه" بود و نظر برخی دیگر این بود؛ اون-چی داره میگه؟
نشریه هندوستان تایمز اینگونه مخافت خود را نشان داد که، لانا دل ری ایده جدیدی نداشته و کولا بسیار شبیه به دیگر ترانه‌های آلبوم است.
روبرت کوپسی از دیجیتال اسپای اشاره کرد که قسمت هوک آهنگ با تصویر جسورانه دل ری سازش نداشت.